# Ryszard Podarewski
Ryszard Podarewski (ur. 29 stycznia?/11 lutego 1908 w Kijowie, zm. 10 marca 1972 w Warszawie) – polski inżynier mechanik. Absolwent Politechniki Warszawskiej. Od 1950 profesor na Wydziale Mechanicznym Politechniki Wrocławskiej.